# Xanthoparmelia mbabanensis
Xanthoparmelia mbabanensis är en lavart som beskrevs av Hale. Xanthoparmelia mbabanensis ingår i släktet Xanthoparmelia och familjen Parmeliaceae.   Inga underarter finns listade i Catalogue of Life.